# Rhopalurus
Rhopalurus es un género de escorpiones de la familia Buthidae.

## Distribución
Las especies de este género se encuentran en América del Sur y las Antillas.

## Lista de especies
- Rhopalurus abudi Armas & Marcano Fondeur, 1987
- Rhopalurus acromelas Lutz & Mello, 1922
- Rhopalurus agamemmon (C. L. Koch, 1839)
- Rhopalurus amazonicus Lourenço, 1986
- Rhopalurus bonettii Armas 1999
- Rhopalurus caribensis Teruel & Roncallo, 2008
- Rhopalurus crassicauda Caporiacco, 1947
- Rhopalurus garridoi Armas, 1974
- Rhopalurus guanambiensis Lenarducci, Pinto-da-Rocha & Lucas, 2005
- Rhopalurus gibarae Teruel, 2006
- Rhopalurus granulimanus Teruel, 2006
- Rhopalurus junceus (Herbst, 1800)
- Rhopalurus lacrau Lourenço & Pinto-da-Rocha, 1997
- Rhopalurus laticauda Thorell, 1876
- Rhopalurus melloleitaoi Teruel & Armas, 2006
- Rhopalurus pintoi Mello-Leitão, 1932
- Rhopalurus princeps (Karsch, 1879)
- Rhopalurus rochai Borelli, 1910
- Rhopalurus virkkii Santiago-Blay, 2009